# CSD Juan Aurich-Cañaña
El CSD Juan Aurich-Cañaña fou un club peruà de futbol de la ciutat de Chiclayo.
Va ser fundat l'any 1992 després de la fusió dels dos equips més importants del departament de Lambayeque, el Club Juan Aurich i el Deportivo Cañaña. Va jugar tres anys a la primera divisió peruana. El nom original fou Club Deportivo Juan Aurich-Cañaña, mentre que l'any 1996 esdevingué Club Social Deportivo Juan Aurich-Cañaña. L'any 2003 el club va desaparèixer, tornant els dos clubs original a competir per separat.

## Palmarès
- Copa Perú:[2]
  - 1993